# Ebisu station

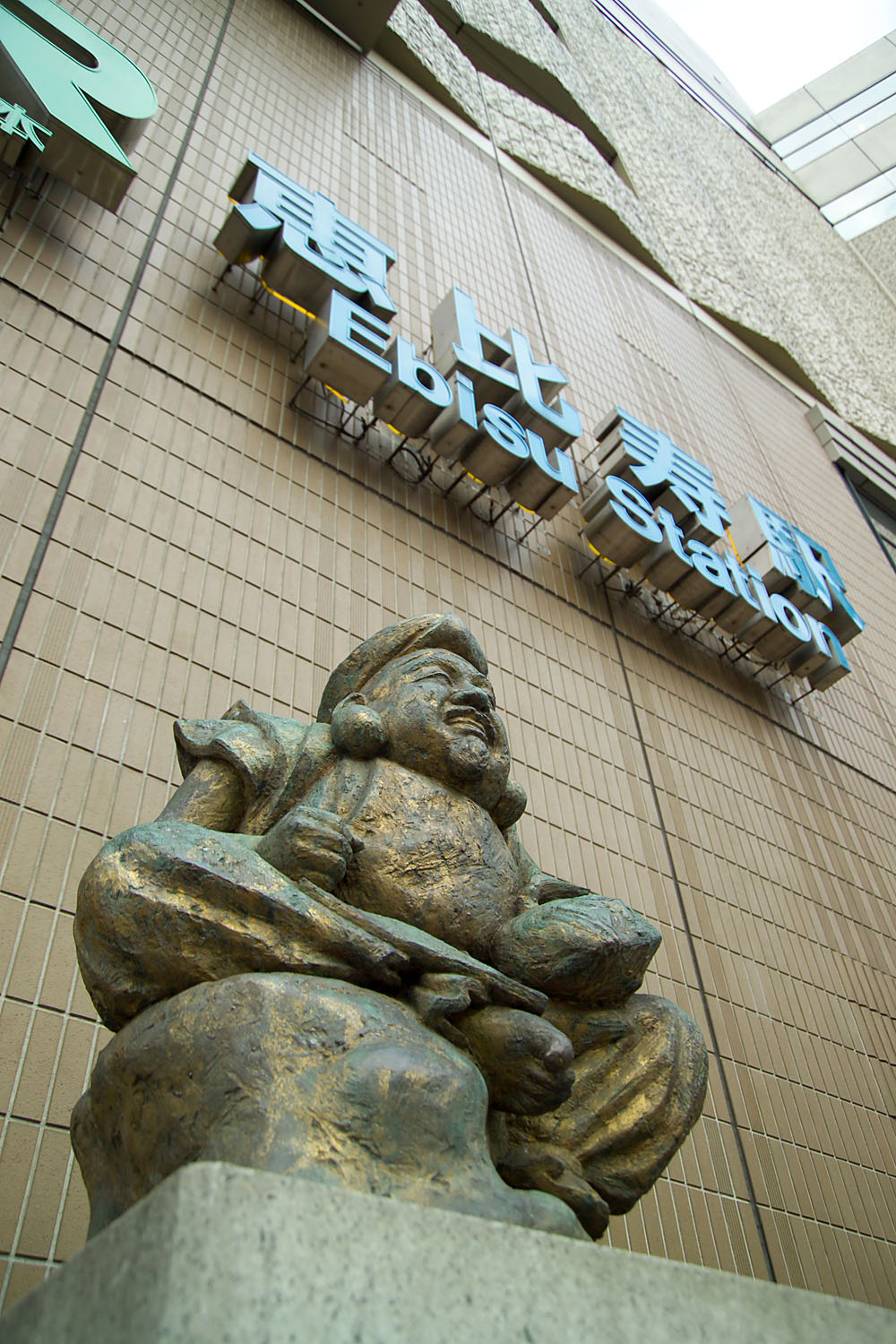
Ebisu station

Ebisu station, 恵比寿駅, är belägen i stadsdelen Ebisu i Tokyo (som i sin tur uppkallats efter stationen) längs nuvarande pendeltågsringen Yamanotelinjen (inklusive Saikyōlinjen som delar viss sträcka), och byggdes ursprungligen av bryggeriet Japan Beer 1901 som godsstation för frakt av öl från det närbelägna Yebisubryggeriet, och invigdes för persontrafik den 30 september 1906 och för tunnelbanetrafik den 25 mars 1964 på Hibiyalinjen, som hade sin ändstation här till den 22 juli samma år då linjen förlängdes till Naka-Meguro.

## Statistik
JR hade på järnvägen 99 136 påstigande passagerare per dag 2021. Tokyo Metro hade 76 424 på- och avstigande 2021.